# 2020년 KIA 타이거즈 시즌
2020년 KIA 타이거즈 시즌은 KIA 타이거즈의 39번째 시즌이자 윌리엄스 감독의 부임 후 첫 번째 시즌이다. 구단 역사상 처음으로 외국인감독이다. 주장은 투수 양현종이 맡는다.
팀은 6위에 그쳐 포스트시즌 진출에 실패했다.

## 타이틀
- KBO 골든글러브: 최형우 (지명타자)
- 조아제약 프로야구대상 최고타자상: 최형우
- 타이거즈 레전드 올스타: 선동열 (투수), 장채근 (포수), 김성한 (1루수), 홍현우 (2루수), 이종범 (유격수), 한대화 (3루수), 김종모 (좌익수), 이순철 (중견수), 버나디나 (우익수), 김봉연 (지명타자)
- 스포츠서울 올해의 타자상: 최형우
- 동아스포츠대상 프로야구 올해의 선수: 최형우
- 한은회 최고의 선수상: 최형우
- 한국갤럽 선정 한국인이 가장 좋아하는 국내 프로야구팀: KIA 타이거즈
- 한국갤럽 선정 가장 좋아하는 한국인 야구선수 5위: 양현종
- 올스타 선발: 박준표 (구원투수), 김선빈 (2루수), 터커 (외야수 3위)
- OSEN 선정 야구인 2세 베스트 라인업: 정해영 (중간계투), 유재신 (유격수)
- 컴투스 프로야구 레전드 카드: 이종범, 장성호
- 컴투스프로야구2022 타이틀홀더 라인업: 브룩스 (구원투수), 박준표 (구원투수), 최형우 (지명타자)
- 컴투스프로야구 KIA 타이거즈 2020년대 주요 라인업: 양현종 (선발투수), 브룩스 (선발투수), 박준표 (중계투수), 나지완 (좌익수), 최원준 (중견수), 터커 (우익수), 최형우 (지명타자)
- 컴투스프로야구 선정 2020 주요 라인업: 박준표 (중간계투), 최형우 (지명타자)
- 타율: 최형우 (0.354)
- 완투: 브룩스 (1)
- 완봉: 브룩스 (1)

## 선수단
- 선발투수: 브룩스, 양현종, 가뇽, 임기영, 이민우
- 구원투수: 박준표, 정해영, 홍상삼, 김기훈, 이준영, 김현수, 박정수, 김재열, 김승범, 차명진, 변시원, 김명찬, 양승철, 김현준, 박진태, 고영창, 장현식
- 마무리투수: 전상현, 문경찬, 홍건희, 황인준, 서덕원, 남하준
- 포수: 김민식, 한승택, 백용환, 이정훈
- 1루수: 황대인, 김주찬, 유민상
- 2루수: 김선빈, 최정민, 홍종표, 최정용, 김규성
- 유격수: 박찬호
- 3루수: 황윤호, 류지혁, 나주환, 박민, 고장혁, 김영환, 장영석, 김태진
- 좌익수: 나지완, 문선재, 이우성
- 중견수: 최원준, 김호령, 이창진
- 우익수: 터커, 오선우, 이진영
- 지명타자: 최형우

## 여담
- 가뇽은 KBO 리그 역대 외국인 선수 중에서는 가나다순으로 가장 앞에 위치한다.
- 김영환은 OPS 0.059로 OPS 0.000이 아닌 선수 중 규정 타석 미반영 기준 KBO 리그 역대 단일 시즌 최저 OPS를 기록했다.
- 브룩스는 이 시즌 2013년 이후 KBO 리그에서 규정 이닝을 채운 투수 중 단일 시즌 내야안타 허용률이 가장 높았다.
- 터커는 2013년 이후 KBO 리그 역대 단일 시즌에 병살타 가능 상황을 가장 많이 마주한 타자가 되었다.
- 터커는 이 시즌 134경기에 모두 선발로 출전하여 KBO 리그 역대 외국인 외야수 중 단일 시즌 최다 출전, 2013년 이후 KBO 리그 역대 외국인 외야수 단일 시즌 최다 선발 출전 기록을 세웠다.
- 박찬호는 야수 선택 3회로 2013년 이후 단일 시즌 내야수 최다 기록을 세웠다.
- 최형우는 후반기 109안타 188루타로 KBO 리그 역대 단일 시즌 후반기 최다 기록을 세웠다.
- 정해영은 이 시즌까지 통산 2루 견제 아웃 1회, 터프홀드 4회, 터프블론세이브 2회를 기록하여 2013년 이후 KBO 리그 역대 10대 투수 최다 기록을 세웠다.
- 장현식은 WAR -1.88로 KBO 리그 역대 단일 시즌 무완투 투수 중 최저 WAR 기록을 세웠다. 또한 KBO 리그 역대 중간계투 단일 시즌 최저 WAR, 규정 이닝 미충족 투수 최저 WAR을 기록했다.

## 정규 시즌

### 최종 순위
| 순위 | 구단          | 경기수 | 승 | 무 | 패 | 승률  | 승차 |
| ---- | ------------- | ------ | -- | -- | -- | ----- | ---- |
| 1    | NC 다이노스   | 144    | 83 | 6  | 55 | 0.601 | -    |
| 2    | kt 위즈       | 144    | 81 | 1  | 62 | 0.566 | 4.5  |
| 3    | 두산 베어스   | 144    | 79 | 4  | 61 | 0.564 | 5.0  |
| 4    | LG 트윈스     | 144    | 79 | 4  | 61 | 0.564 | 5.0  |
| 5    | 키움 히어로즈 | 144    | 80 | 1  | 63 | 0.559 | 5.5  |
| 6    | KIA 타이거즈  | 144    | 73 | 0  | 71 | 0.507 | 13.0 |
| 7    | 롯데 자이언츠 | 144    | 71 | 1  | 72 | 0.497 | 14.5 |
| 8    | 삼성 라이온즈 | 144    | 64 | 5  | 75 | 0.460 | 19.5 |
| 9    | SK 와이번스   | 144    | 51 | 1  | 92 | 0.357 | 34.5 |
| 10   | 한화 이글스   | 144    | 46 | 3  | 95 | 0.326 | 38.5 |

### 상대별 승패표
- (승-무-패)

| 상대 | NC    | kt    | 두산   | LG     | 키움  | 롯데   | 삼성   | SK    | 한화   | 합계    |
| ---- | ----- | ----- | ------ | ------ | ----- | ------ | ------ | ----- | ------ | ------- |
| KIA  | 9-0-7 | 7-0-9 | 3-0-13 | 5-0-11 | 9-0-7 | 10-0-6 | 10-0-6 | 9-0-7 | 11-0-5 | 73-0-71 |

### 경기 기록
| @ | * |

## 같이 보기
- 2021년 KIA 타이거즈 시즌
- 2023년 KIA 타이거즈 시즌